# Lalage
A Lalage a madarak osztályának verébalakúak (Passeriformes) rendjébe és a tüskésfarúfélék (Campephagidae) családjába tartozó nem. A szervezetek a nembe tartozó egyes fajait a Coracina nembe sorolják.

## Rendszerezésük
A nemet Friedrich Boie német ornitológus írta le 1826-ban, az alábbi fajok tartoznak ide:
- Lalage maculosa
- szamoai hernyókapó (Lalage sharpei)
- Lalage leucopyga
- tüskés hernyókapó (Lalage sueurii)
- Lalage tricolor
- Lalage aurea
- Lalage atrovirens
- Lalage moesta
- Lalage leucomela
- Lalage conjuncta
- Lalage melanoleuca
- Lalage nigra
- Lalage leucopygialis
- mauritiusi kakukkgébics (Lalage typica[1] vagy Coracina typica[2])
- réunioni kakukkgébics (Lalage newtoni[1] vagy Coracina newtoni[2])
- Lalage melaschistos[1] vagy Coracina melaschistos[2]
- Lalage melanoptera[1] vagy Coracina melanoptera[2]
- Lalage polioptera[1] vagy Coracina polioptera[2]
- Lalage fimbriata[1] vagy Coracina fimbriata[2]